# S431-es személyvonat
Az S431-es személyvonat egy Fejér vármegyében közlekedő személyvonat Dunaújváros és Simontornya vasútállomások között. A járatok ötjegyű mellékvonali vonatszámot viselnek, amely 347-tel kezdődik. A járatok teljes egészében Bzmot motorvonatokból állnak.

## Története
2013-ban elkezdték bevezetni a viszonylatjelzéseket a budapesti elővárosi vasútvonalakon, majd kis részben az országos vasúti közlekedésben is. Az augusztusi próbaüzemet követően december 15-től először a Déli pályaudvarra érkező összes vonat kapott S-, G- vagy Z- előtagot (Személy, Gyors, Zónázó) és két számból álló utótagot, majd 2014-ben az összes többi budapesti elővárosi vonat, illetve néhány egyéb járat, köztük ez is. A Budapestet érintő vonatok két, míg a fővárost nem érintő vonatok három számjegyű számokat kaptak. Ezen logika mentén a vasútvonal számozása alapján a 43-as számú vasútvonalon közlekedő, addig elnevezés nélküli, Dunaújváros és Cece közt közlekedő személyvonat 2014. december 14-én S432-es jelzést kapott.
2020. június 6-ától 2022. június 30-ig a járványhelyzetre és az amiatt jelentősen visszaesett utasforgalomra hivatkozva ideiglenes járványügyi menetrendet vezettek be a vonalon, amiben csak egy vonatpárt közlekedett Dunaújváros és Cece között, a többi járaton vonatpótló autóbuszok közlekedtek.